# 牛田インターチェンジ
牛田インターチェンジ（うしたインターチェンジ）は、愛知県知立市にある、衣浦豊田道路（国道419号）のインターチェンジ。
衣浦豊田道路では唯一のフルICかつ料金所が設置されたインターチェンジである。当ICが通行料金の境界であり、両端から当ICまでの区間利用料金をここで支払う。一方、全線利用の場合は隣接する牛田本線料金所で清算される。

## 接続する道路
- 直接接続
  - 知立市道山町来迎寺線（旧東海道）
- 間接接続
  - 国道1号

国道1号に間接接続しており、岡崎市方面から豊田市方面・高浜市方面へのショートカットの役割を果たしている。

## 料金所
衣浦豊田道路はETCに対応していないため、ブースは全て一般レーンである。入口2方向、出口2方向のうち生駒方面入口は高架上の牛田TB側にブースがあるため、地上の料金所は2方向からの出口料金所と新林方面入口料金所のみとなる。

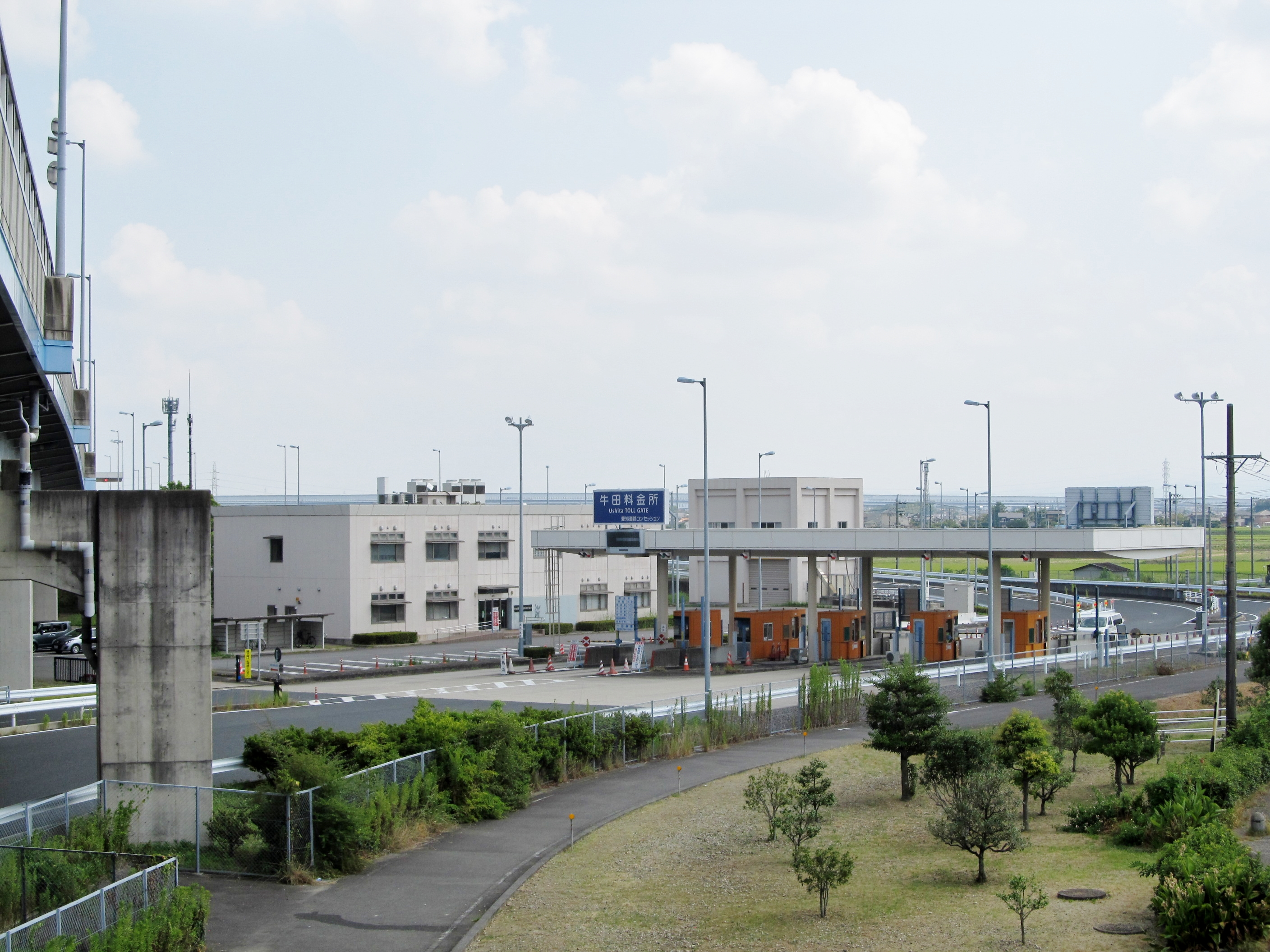
料金所

- 料金所ブースの数
  - 入口（新林方面のみ） - 2ヶ所
  - 出口 - 4ヶ所

## 隣
衣浦豊田道路（有料区間）
新林IC - 牛田IC/牛田TB - 八橋IC